# Campeonato Carioca de Futebol de 1976
O Campeonato Carioca de Futebol de 1976 foi a 78.ª edição do torneio e a primeira a ter times do interior do estado do Rio de Janeiro desde a fusão com a Guanabara. Foi disputado por 15 times: Flamengo, Vasco, Fluminense, Botafogo, America, Bangu, Olaria, São Cristóvão, Bonsucesso, Campo Grande, Madureira, Portuguesa, Americano, Goytacaz e Volta Redonda. Teve o Fluminense como campeão.
A média de público foi de 14.551 torcedores pagantes por jogo.

## Classificação

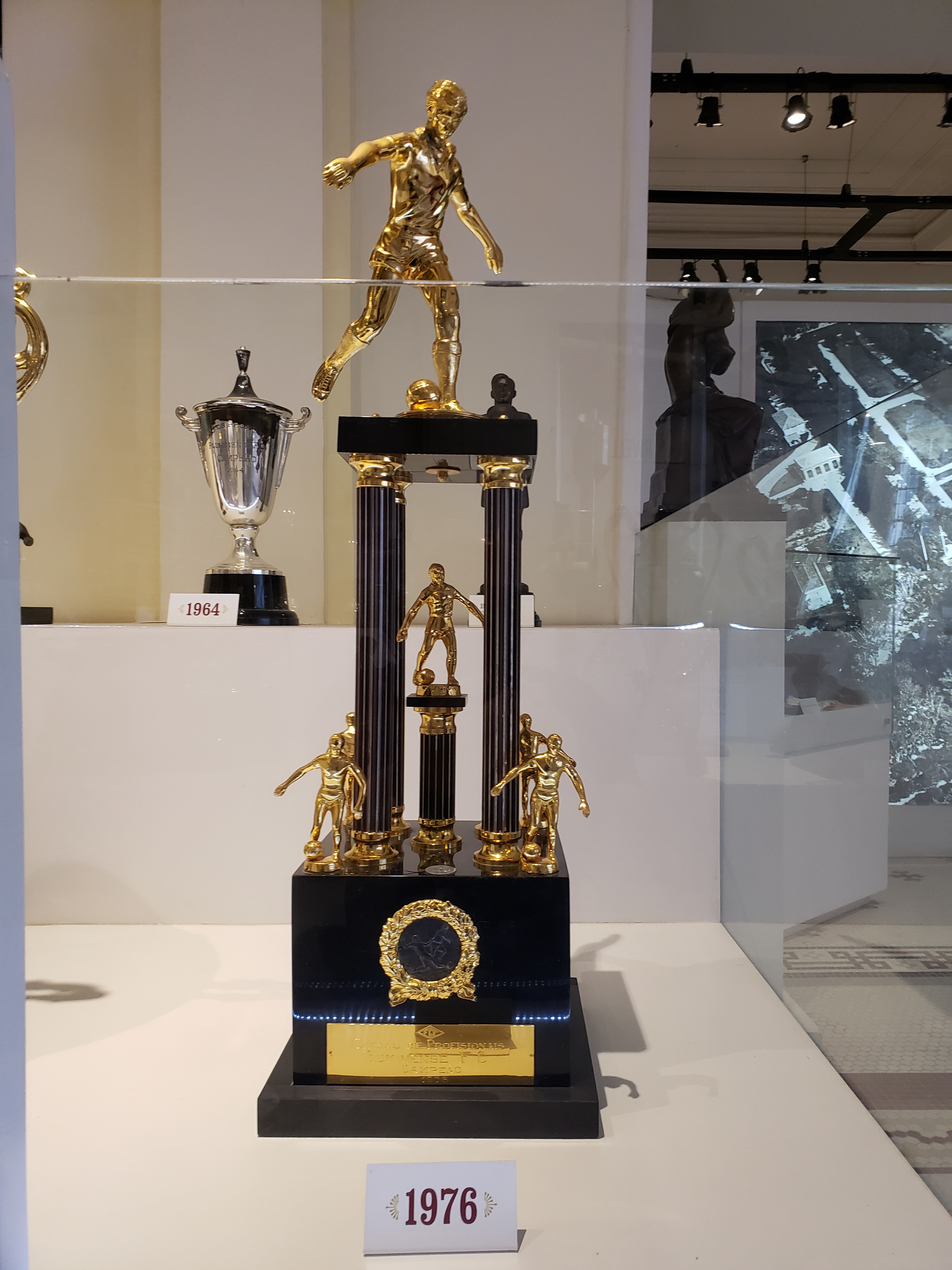
Taça do Carioca de 1976.

### 1º Turno (Taça Guanabara)
Os oito primeiros colocados estão classificados para o Grupo dos Vencedores. Os sete últimos colocados vão para o Grupo dos Perdedores.
| Classificação | Classificação | Classificação | Classificação | Classificação | Classificação | Classificação | Classificação | Classificação | Classificação |
| Pos           | Time          | PG            | J             | V             | E             | D             | GP            | GS            | SG            |
| ------------- | ------------- | ------------- | ------------- | ------------- | ------------- | ------------- | ------------- | ------------- | ------------- |
| 1             | Vasco da Gama | 24            | 14            | 11            | 2             | 1             | 28            | 8             | +20           |
| 1             | Flamengo      | 24            | 14            | 11            | 2             | 1             | 28            | 5             | +23           |
| 3             | Fluminense    | 23            | 14            | 10            | 3             | 1             | 33            | 12            | +21           |
| 4             | America       | 22            | 14            | 9             | 4             | 1             | 31            | 9             | +22           |
| 5             | Goytacaz      | 15            | 14            | 4             | 7             | 3             | 12            | 23            | -11           |
| 6             | Olaria        | 14            | 14            | 3             | 8             | 3             | 7             | 9             | -2            |
| 7             | Botafogo      | 13            | 14            | 5             | 3             | 6             | 18            | 15            | +3            |
| 8             | Volta Redonda | 13            | 14            | 4             | 5             | 5             | 13            | 15            | -2            |
| 9             | Americano     | 13            | 14            | 4             | 5             | 5             | 10            | 14            | -4            |
| 10            | Bonsucesso    | 11            | 14            | 3             | 5             | 6             | 12            | 16            | -4            |
| 11            | São Cristóvão | 11            | 14            | 2             | 7             | 5             | 14            | 21            | -7            |
| 12            | Campo Grande  | 8             | 14            | 2             | 4             | 8             | 9             | 18            | -9            |
| 13            | Madureira     | 8             | 14            | 2             | 4             | 8             | 8             | 21            | -13           |
| 14            | Bangu         | 6             | 14            | 0             | 6             | 8             | 8             | 20            | -12           |
| 15            | Portuguesa    | 5             | 14            | 1             | 3             | 10            | 7             | 32            | -25           |

#### Decisão do 1º Turno
13/06/1976 Vasco da Gama 1-1 Flamengo (Nos pênaltis: Vasco da Gama 5-4 Flamengo)

### 2º Turno

#### Grupo dos Vencedores (Taça José Wânder Rodrigues Mendes)
| Classificação | Classificação | Classificação | Classificação | Classificação | Classificação | Classificação | Classificação | Classificação | Classificação |
| Pos           | Time          | PG            | J             | V             | E             | D             | GP            | GS            | SG            |
| ------------- | ------------- | ------------- | ------------- | ------------- | ------------- | ------------- | ------------- | ------------- | ------------- |
| 1             | Botafogo      | 13            | 7             | 6             | 1             | 0             | 11            | 2             | +9            |
| 2             | Fluminense    | 11            | 7             | 5             | 1             | 1             | 16            | 8             | +8            |
| 3             | Flamengo      | 10            | 7             | 4             | 2             | 1             | 11            | 5             | +6            |
| 4             | Vasco da Gama | 7             | 7             | 3             | 1             | 3             | 9             | 13            | -4            |
| 5             | Volta Redonda | 4             | 7             | 1             | 2             | 4             | 3             | 6             | -3            |
| 6             | Olaria        | 4             | 7             | 2             | 1             | 2             | 7             | 11            | -4            |
| 7             | Goytacaz      | 4             | 7             | 0             | 4             | 3             | 6             | 10            | -4            |
| 8             | America       | 3             | 7             | 1             | 1             | 5             | 4             | 12            | -8            |

#### Grupo dos Perdedores (Taça Josadibe Jappour)
| Classificação | Classificação | Classificação | Classificação | Classificação | Classificação | Classificação | Classificação | Classificação | Classificação |
| Pos           | Time          | PG            | J             | V             | E             | D             | GP            | GS            | SG            |
| ------------- | ------------- | ------------- | ------------- | ------------- | ------------- | ------------- | ------------- | ------------- | ------------- |
| 1             | Americano     | 9             | 6             | 4             | 1             | 1             | 10            | 5             | +5            |
| 2             | Portuguesa    | 9             | 6             | 3             | 3             | 0             | 8             | 4             | +4            |
| 3             | Madureira     | 9             | 6             | 3             | 3             | 0             | 6             | 2             | +4            |
| 4             | Bonsucesso    | 6             | 6             | 2             | 2             | 2             | 7             | 5             | +2            |
| 5             | São Cristóvão | 3             | 6             | 1             | 1             | 4             | 7             | 8             | -1            |
| 6             | Campo Grande  | 3             | 6             | 1             | 1             | 4             | 4             | 11            | -7            |
| 6             | Bangu         | 3             | 6             | 1             | 1             | 4             | 4             | 11            | -7            |

Americano classificado para o Grupo dos Vencedores no 3º Turno

### 3º Turno

#### Grupo dos Vencedores (Taça Amadeu Rodrigues Sequeira)
| Classificação | Classificação | Classificação | Classificação | Classificação | Classificação | Classificação | Classificação | Classificação | Classificação |
| Pos           | Time          | PG            | J             | V             | E             | D             | GP            | GS            | SG            |
| ------------- | ------------- | ------------- | ------------- | ------------- | ------------- | ------------- | ------------- | ------------- | ------------- |
| 1             | Fluminense    | 13            | 7             | 6             | 1             | 0             | 20            | 4             | +16           |
| 2             | Flamengo      | 11            | 7             | 5             | 1             | 1             | 18            | 8             | +10           |
| 3             | Vasco da Gama | 8             | 7             | 3             | 2             | 2             | 9             | 7             | +2            |
| 4             | Americano     | 7             | 7             | 3             | 1             | 3             | 9             | 13            | -4            |
| 5             | Olaria        | 5             | 7             | 1             | 3             | 3             | 5             | 9             | -4            |
| 6             | Goytacaz      | 5             | 7             | 2             | 1             | 4             | 5             | 12            | -7            |
| 7             | Botafogo      | 4             | 7             | 1             | 2             | 4             | 11            | 12            | -1            |
| 8             | Volta Redonda | 3             | 7             | 0             | 3             | 4             | 8             | 20            | -12           |

#### Grupo dos Perdedores (Taça Jayme de Carvalho)
| Classificação | Classificação | Classificação | Classificação | Classificação | Classificação | Classificação | Classificação | Classificação | Classificação |
| Pos           | Time          | PG            | J             | V             | E             | D             | GP            | GS            | SG            |
| ------------- | ------------- | ------------- | ------------- | ------------- | ------------- | ------------- | ------------- | ------------- | ------------- |
| 1             | America       | 11            | 6             | 5             | 1             | 0             | 12            | 2             | +10           |
| 2             | Madureira     | 8             | 6             | 4             | 0             | 2             | 8             | 5             | +3            |
| 3             | Bonsucesso    | 6             | 6             | 2             | 2             | 2             | 8             | 8             | 0             |
| 4             | Portuguesa    | 5             | 6             | 1             | 3             | 2             | 6             | 7             | -1            |
| 5             | Bangu         | 5             | 6             | 1             | 3             | 2             | 7             | 12            | -5            |
| 6             | São Cristóvão | 4             | 6             | 2             | 0             | 4             | 4             | 8             | -4            |
| 7             | Campo Grande  | 3             | 6             | 0             | 3             | 3             | 5             | 8             | -3            |

## Fase Final
| Classificação | Classificação | Classificação | Classificação | Classificação | Classificação | Classificação | Classificação | Classificação | Classificação |
| Pos           | Time          | PG            | J             | V             | E             | D             | GP            | GS            | SG            |
| ------------- | ------------- | ------------- | ------------- | ------------- | ------------- | ------------- | ------------- | ------------- | ------------- |
| 1             | Fluminense    | 4             | 3             | 1             | 2             | 0             | 4             | 2             | +2            |
| 1             | Vasco da Gama | 4             | 3             | 1             | 2             | 0             | 4             | 3             | +1            |
| 3             | America       | 3             | 3             | 1             | 1             | 1             | 4             | 3             | +1            |
| 4             | Botafogo      | 1             | 3             | 0             | 1             | 2             | 0             | 4             | -4            |

### Decisão do Título
FLUMINENSE 1 x 0 VASCO DA GAMA
- Data - 03 de outubro de 1976
- Local – Maracanã
- Renda - Cr$ 3 258 214,00
- Público – 127 052 pagantes
- Árbitro – Armando Marques
- Gol – 1° tempo: 0 a 0; Final: 0 a 0; Prorrogação: Fluminense 1 a 0, Doval (119').
- Cartões amarelos: Miguel, Doval, Rivellino, Dé e Luís Augusto.
- Fluminense – Renato, Rubens Galaxe, Carlos Alberto Torres, Miguel e Rodrigues Neto; Carlos Alberto "Pintinho", Paulo Cézar e Rivellino; Gil, Doval e Dirceu. Técnico: Mário Travaglini.
- Vasco – Mazaropi, Toninho, Abel, Renê e Luís Augusto; Zé Mário, Gaúcho e Luiz Carlos; Dé (Fumanchu), Roberto Dinamite e Galdino. Técnico: Paulo Emílio.

Fluminense campeão carioca de 1976.
ARTILHEIROS:
- Doval (Fluminense), 20 gols.
- Gil (Fluminense), 19.
- Zico (Flamengo), 18.
- Luizinho Lemos (Flamengo), 18.
- Dé (Vasco), 18.
- Roberto Dinamite (Vasco), 15.
- Expedito (America), 12.
- Orlando (America), 11.
- Rivellino (Fluminense), 11.
- Zé Neto (Goytacaz), 11.
- Manfrini (Botafogo), 10.

## Renda e Público
No Campeonato Carioca de 1976 foram disputados 211 jogos . A renda bruta total foi de: Cr$ 5.974.018 e uma média de Cr$ 282.341,32. O público total foi de: 3.070.316 e uma média de 14.551 pagantes por jogo.
Top-5 de Renda:
1- Flamengo: Cr$ 9.420.245,76
2- Fluminense: Cr$ 8.917.292,11
3- Vasco: Cr$ 8.513.594,78
4- Botafogo: Cr$ 6.429.927,07
5- América: Cr$ 4.300.828,39